# Corrupción en El Salvador
La corrupción en El Salvador es un problema que ha afectado a los niveles de Gobierno. Según una encuesta realizada por CID Gallup en febrero de 2023, el 4 % de los salvadoreños cree que la corrupción es el problema más apremiante que enfrenta el país.

## Corrupción gubernamental

### Denuncias contra altos funcionarios
El 6 de septiembre de 2014, el expresidente Francisco Flores Pérez (1999-2004) fue arrestado por cargos de corrupción por presunta malversación de 15 millones de dólares estadounidenses durante su presidencia. En diciembre de 2015, también fue señalado de malversación de fondos y enriquecimiento ilícito y se le ordenó comparecer en juicio, pero murió en enero de 2016 antes de que comenzara el juicio. En 2021, fue mencionado en los Pandora Papers por haber utilizado empresas en Panamá y las Islas Vírgenes Británicas para ocultar fondos.
El 10 de febrero de 2016, la Corte Suprema de Justicia ordenó que el expresidente Mauricio Funes (2009-2014) fuera juzgado por presunto enriquecimiento ilegal después de que no pudo verificar el origen de 700 000 dólares estadounidenses en sus cuentas bancarias personales. Fue declarado culpable de enriquecimiento ilegal el 28 de noviembre de 2017 y se le ordenó pagar 420 000 dólares estadounidenses. En resumen, Funes ha sido acusado de malversar 351 millones de dólares durante su presidencia. El 23 de febrero de 2023, un juez ordenó que Funes fuera juzgado por el presunto lavado de 8.4 millones de dólares a través de una empresa guatemalteca. Funes permanece exiliado en Nicaragua luego de que se le concediera asilo y la nacionalidad nicaragüense en septiembre de 2016.
En octubre de 2016, el expresidente Antonio Saca (2004-2009) fue arrestado por cargos de corrupción. El 12 de septiembre de 2018 fue condenado a diez años de prisión tras declararse culpable de malversación y blanqueo de 300 millones de dólares de fondos públicos durante su presidencia. Se le ordenó pagar 260 millones de dólares. El 19 de septiembre de 2019, fue condenado a dos años adicionales de prisión por intentar sobornar a un funcionario judicial con 10 000 dólares estadounidenses para obtener información sobre el caso de corrupción inicial en su contra. El 5 de enero de 2021, fue declarado culpable de enriquecimiento ilícito y se le ordenó pagar 4.4 millones de dólares adicionales.
En mayo de 2021, Estados Unidos nombró corruptos a cinco miembros del Gobierno del presidente Nayib Bukele.
El 22 de julio de 2021, el fiscal general Rodolfo Delgado ordenó el arresto del expresidente Salvador Sánchez Cerén (2014-2019) como parte de una investigación por corrupción. Fue acusado de malversación de fondos, lavado de dinero y enriquecimiento ilícito durante su presidencia. Sánchez Cerén permanece exiliado en Nicaragua, cuyo gobierno también le concedió la nacionalidad.
En octubre de 2021, el expresidente Alfredo Cristiani (1989–1994) fue mencionado en los Pandora Papers por haber utilizado empresas en Panamá y las Islas Vírgenes Británicas para ocultar fondos. En junio de 2023, las propiedades de Cristiani fueron allanadas e incautadas en un operativo liderado por el fiscal general como parte de una «guerra contra la corrupción» lanzada por Bukele.

### Negociaciones con pandillas
Políticos salvadoreños de la Alianza Republicana Nacionalista (ARENA), la Gran Alianza por la Unidad Nacional (GANA), Nuevas Ideas (NI) y el Frente Farabundo Martí para la Liberación Nacional (FMLN) han sido acusados de financiar a bandas criminales (Mara Salvatrucha y Mara Barrio 18) para apoyar sus campañas electorales. Estos grupos terroristas también eran conocidos por organizar esquemas de extorsión.
El gobierno de Funes organizó una tregua entre el Estado y las pandillas para reducir la tasa de criminalidad del país entre 2012 y 2014. Funes ha negado haber otorgado «beneficios» a las pandillas durante la tregua.
El 23 de julio de 2020, David Munguía Payés, exministro de la Defensa Nacional (2009–2011, 2013–2019), fue detenido por presuntamente negociar una tregua con pandillas para reducir la delincuencia.
En septiembre de 2020, el periódico digital El Faro acusó a Bukele de negociar en secreto con pandillas para reducir la tasa de homicidios del país a cambio de mejores condiciones carcelarias. Bukele negó las acusaciones y abrió una investigación a El Faro por lavado de dinero. En diciembre de 2012, el Departamento del Tesoro de los Estados Unidos también le acusó de negociar con pandillas para reducir la tasa de homicidios, lo que Bukele volvió a negar.
El 4 de junio de 2021, Ernesto Muyshondt, exalcalde de San Salvador (2018-2021), fue detenido bajo sospecha de haber cometido fraude electoral y negociaciones ilegales con bandas criminales para ganar votos para ARENA en las elecciones presidenciales de 2014. El 11 de noviembre de 2022, un juzgado ordenó que Norman Quijano, exalcalde de San Salvador (2012-2015), fuera procesado penalmente por supuestamente ofrecer favores a las pandillas a cambio de su apoyo para su campaña presidencial de 2014.

### Otros casos
En octubre de 2021, dos diputados de la Asamblea Legislativa, José Ilofio García Torres y Gerardo Balmore Aguilar Soriano, fueron acusados de «conspiración contra la institución política» por presuntamente ser sobornados con «prebendas» como la ciudadanía estadounidense por parte de la embajada estadounidense en San Salvador para dividir la bancada legislativa de Nuevas Ideas en 15 a 25 diputados con el fin oponerse a la agenda política bukelista. La embajada estadounidense negó las acusaciones. En febrero de 2023, García Torres fue condenado a tres años de prisión por corrupción.

## Acciones anticorrupción
El 6 de septiembre de 2019, Bukele anunció el establecimiento de la Comisión Internacional Contra la Impunidad en El Salvador (CICIES) como un esfuerzo conjunto con la Organización de los Estados Americanos (OEA) para combatir la corrupción, el narcotráfico y los delitos de cuello blanco en el país. La CICIES cooperaría con la unidad anticorrupción de la Policía Nacional Civil (PNC). Fue disuelta el 4 de junio de 2021 por el gobierno salvadoreño en protesta por la decisión de la OEA de nombrar a Muyshondt como asesor anticorrupción.
El 1 de junio de 2023, Bukele anunció durante un discurso en celebración de sus 4 años de gobierno, una ley implementada la cual llevará a cabo una serie de investigaciones contra funcionarios en el país la cual se le auto denomina como la Guerra contra la corrupción.

## Índice de percepción de la corrupción
El siguiente gráfico y tabla muestran la ubicación y el puntaje de El Salvador en el índice de percepción de la corrupción (IPC) desde 1998, el primer año en que el país fue incluido en el índice:
Clasificación por año
Puntuación por año
| Año  | Puesto | Puesto Δ | Puntaje | Puntaje | Puesto Δ | Fuente |
| ---- | ------ | -------- | ------- | ------- | -------- | ------ |
| 1998 | 51     | 0        |         | 3.6     | 0.0      | [ 32 ] |
| 1999 | 49     | 2        |         | 3.9     | 0.3      | [ 33 ] |
| 2000 | 43     | 6        |         | 4.1     | 0.2      | [ 34 ] |
| 2001 | 54     | 11       |         | 3.6     | 0.5      | [ 35 ] |
| 2002 | 62     | 12       |         | 3.4     | 0.2      | [ 36 ] |
| 2003 | 59     | 4        |         | 3.7     | 0.3      | [ 37 ] |
| 2004 | 51     | 8        |         | 4.2     | 0.5      | [ 38 ] |
| 2005 | 51     | 0        |         | 4.2     | 0.0      | [ 39 ] |
| 2006 | 57     | 6        |         | 4.0     | 0.2      | [ 40 ] |
| 2007 | 67     | 10       |         | 4.0     | 0.0      | [ 41 ] |
| 2008 | 67     | 0        |         | 3.9     | 0.1      | [ 42 ] |
| 2009 | 84     | 17       |         | 3.4     | 0.5      | [ 43 ] |
| 2010 | 78     | 6        |         | 3.6     | 0.2      | [ 44 ] |
| 2011 | 80     | 2        |         | 3.4     | 0.2      | [ 45 ] |
| 2012 | 83     | 3        |         | 3.8     | 0.4      | [ 46 ] |
| 2013 | 83     | 0        |         | 3.8     | 0.0      | [ 47 ] |
| 2014 | 80     | 3        |         | 3.9     | 0.1      | [ 48 ] |
| 2015 | 72     | 8        |         | 3.9     | 0.0      | [ 49 ] |
| 2016 | 95     | 23       |         | 3.6     | 0.3      | [ 50 ] |
| 2017 | 112    | 17       |         | 3.3     | 0.3      | [ 51 ] |
| 2018 | 105    | 7        |         | 3.5     | 0.2      | [ 52 ] |
| 2019 | 113    | 8        |         | 3.4     | 0.1      | [ 53 ] |
| 2020 | 104    | 9        |         | 3.6     | 0.2      | [ 54 ] |
| 2021 | 115    | 11       |         | 3.4     | 0.2      | [ 55 ] |
| 2022 | 116    | 1        |         | 3.3     | 0.1      | [ 56 ] |